# カティナッチョ・ダンテルモイア
カティナッチョ・ダンテルモイア（伊: Catinaccio d'Antermoia, 独: Kesselkogel）は、イタリア北東部のドロミーティ山地に属する、カティナッチョ山群 (it:Gruppo del Catinaccio) の主峰。
1872年8月31日、イギリス登山隊のC.Comyns Tucker, T.H.Carsonとイタリア登山家のルイジ・ベルナルド(Luigi Bernard)に初登頂された。

## 山小屋
- アンテルモイアの山小屋 Rifugio Antermoia (2,497m)
- パッソ・プリンチペの山小屋 Rifugio Passo Principe (2,601m)

他の近くの山小屋は
- レ・アルベルトの山小屋 Rifugio Re Alberto (2,621m)
- ヴァヨレットの山小屋 Rifugio Vajolet (2,243m)